# Cabane de Chanrion
La Cabane de Chanrion (2.462 m s.l.m.) è un rifugio alpino delle Alpi Pennine situato nel Canton Vallese (Svizzera).

## Caratteristiche ed informazioni
Si trova nell'alta valle di Bagnes a sud del Lago di Mauvoisin ed ai piedi della Pointe d'Otemma.
Si trova lungo l'Haute Route, percorso alpinistico che collega Chamonix con Zermatt.

## Accesso
L'accesso avviene normalmente da nord dalla diga del Lago di Mauvoisin. Dalla diga (1840 m) il rifugio è raggiungibile in circa 3 ore.

## Ascensioni
- La Ruinette - 3.875 m
- Mont Blanc de Cheilon - 3.870 m
- Pigne d'Arolla - 3.796 m
- Bec d'Epicoune - 3.529 m
- Monte Gelé - 3.519 m
- Pointe d'Otemma - 3.403 m
- Mont Avril - 3.347 m

## Traversate
- Cabane des Dix - 2.928 m
- Rifugio Crête Sèche - 2.392 m